# نزلة شيحة
قرية نزلة شيحة هي إحدى القرى التابعة لمركز مغاغة بمحافظة المنيا في جمهورية مصر العربية. حسب إحصاءات سنة 2006، بلغ إجمالي السكان في نزلة شيحة 2351 نسمة، منهم 1216 رجلا و1135 امرأة.